# رینکی خانا
رینکی خانا (به انگلیسی: Rinke Khanna) (زاده ۲۷ ژوئیه ۱۹۷۷) بازیگر هندی است.
از کارهای معروف او می‌توان به بازی در فیلم در کشوری که گنگا زندگی می‌کند، زندگی کن اما مغرور نباش، ماجونو و ضربات زنگ اشاره کرد.
او فرزند راجش خانا و دیمپل کاپادیا است و توینکل خانا خواهر اوست.